# Hendvar
Hendvar (persiska: هِندوَر, هندور) är en ort i Iran.   Den ligger i provinsen Västazarbaijan, i den nordvästra delen av landet, 700 km nordväst om huvudstaden Teheran. Hendvar ligger 1 059 meter över havet och antalet invånare är 667.
Terrängen runt Hendvar är varierad. Runt Hendvar är det ganska glesbefolkat, med 39 invånare per kvadratkilometer. Närmaste större samhälle är Mākū, 10,4 km väster om Hendvar. Trakten runt Hendvar består i huvudsak av gräsmarker.